# Modicogryllus bucharicus
Modicogryllus bucharicus är en insektsart som först beskrevs av Bei-bienko 1933.  Modicogryllus bucharicus ingår i släktet Modicogryllus och familjen syrsor.

## Underarter
Arten delas in i följande underarter:
- M. b. brachypterus
- M. b. abbreviatus
- M. b. bucharicus